# 広島空港大橋
広島空港大橋（ひろしまくうこうおおはし）は、広島県三原市本郷町にある道路橋である。愛称広島スカイアーチ。2011年土木学会田中賞受賞。
2014年現在アーチ橋としては国内最長である。歩道がない自動車専用橋であり、橋上での駐停車および歩行での見物は道路交通法上禁止されている。

## 概要
2011年4月20日開通。橋名は、広島空港近くにあり建設工事中から地元で親しまれていたことから「広島空港大橋」とし、愛称は公募879点の中から「広島スカイアーチ」になった。
広島中央フライトロードの主要構造物であり、フライトロード第1期整備区間約10kmの事業費約630億円のうち、この橋だけで約300億円を費やしている。沼田川の渓谷にまたがる橋であり、山陽本線を跨線し、広島県道33号瀬野川福富本郷線を跨道している状況である。アーチ部分の幅は380mあり、完成年度現在新木津川大橋を抜いて日本一の長さとなり、同年現在で世界15位にあたる。下を通る県道33号から約190m上を通っている。このアーチ下の空間には中国地方で最も高いアーバンビューグランドタワーやマツダスタジアムがすっぽり入る大きさである。
地元では観光名所としても期待されており、三原市は近郊に事業費1億7,500万円かけ橋展望用に棲真寺公園を整備した。

## 構造

### 諸元
- 路線名：広島県道49号本郷大和線（広島中央フライトロード）
- 交差物件
  - 二級河川沼田川水系沼田川
  - 西日本旅客鉄道山陽本線
  - 広島県道33号瀬野川福富本郷線
- 橋種：鋼3径間連続非合成箱桁橋 + 上路式鋼ブレースドリブ固定アーチ橋 + 鋼3径間連続非合成箱桁橋[1]
- 橋長：800m（取付部138m + アーチ部500m + 取付部162m）[8][9]
- 幅員：車道7.0m（暫定2車線）[4]
- アーチスパン（支点間の長さ）：380m[8][9]
- アーチライズ（支点と頂点の高さ）：95m[8][9]
- 地上高：（県）瀬野川福富本郷線より約190m[8]
- 設計 : 日本構造橋梁研究所[1]
- 施工
  - 上部工（アーチ部）：三菱重工業・IHI・日立造船共同企業体[10]
  - 上部工（取付部）：横河ブリッジ、三菱重工鉄構エンジニアリング[1]
  - 下部工（左岸）：清水建設・鴻池組・広成建設共同企業体[11]
  - 下部工（右岸）：鹿島建設・地崎工業・山陽工業共同企業体[12][13]

### 特徴
これだけの長大橋を設計するにあたり、有識者で「技術検討委員会」を設置している。耐風設計上の想定風速は秒速45m。
上部工架設工法は、一般的なケーブルクレーン・斜吊工法が採用、当時国内最大規模のケーブルクレーンを導入している。工事にあたり、下に県道やJRが通っている状況であることから細心の注意を払った上で進められ、国内初実績となる自走式の移動防護工が採用されている。
谷の急傾斜地に高い橋脚など下部工を施工するために、30t規模の重機運搬可能なインクラインを設置し建設資材を運搬したため、この設置費用が工費を大幅に増やす結果となった。
以下、この橋における2014年現在の国内記録を列挙する。
- アーチスパン : 380m - 国内1位
- 橋脚高 : 95.6m（大和町側）、89.5m（空港側） - 鷲見橋118mに次いで国内2位と3位[3]。

## ギャラリー

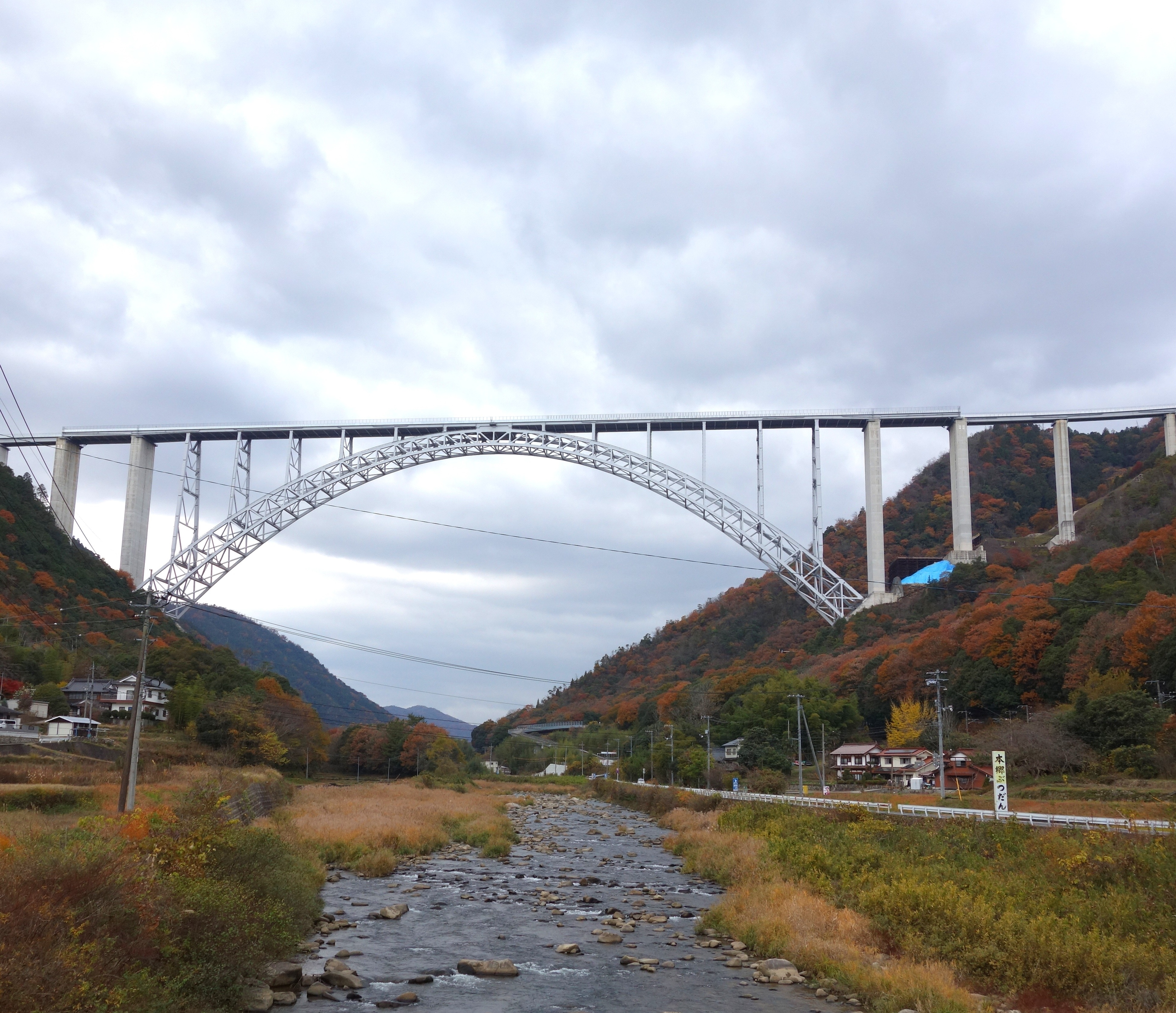
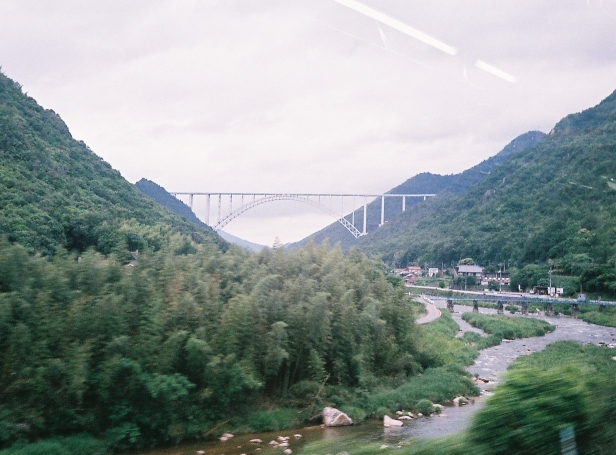
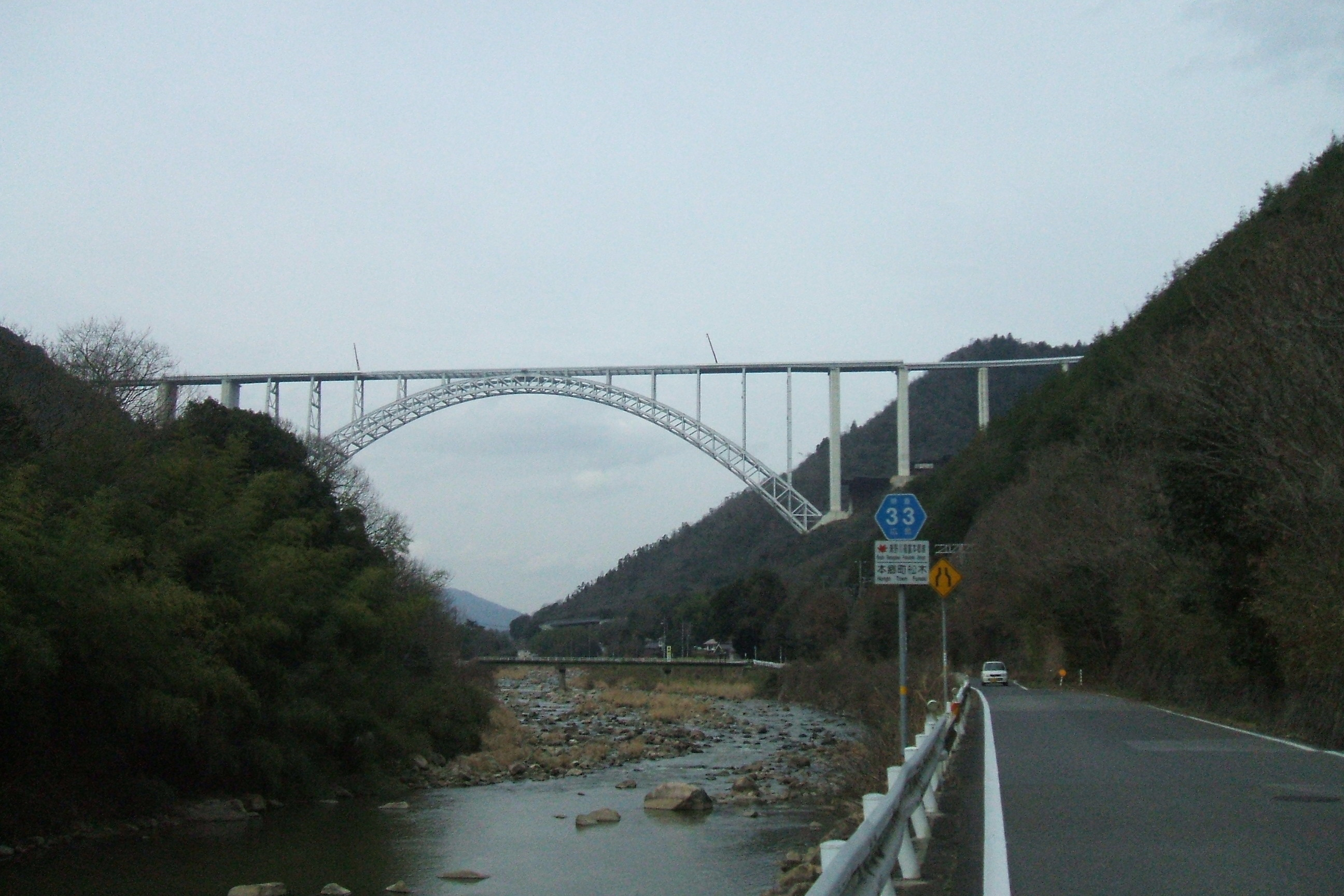
2010年2月建設中の広島空港大橋

## 周辺施設
- 広島空港
- 広島県立中央森林公園
- 三景園
- 棲真寺
- 棲真寺公園
- 棲真寺山オートキャンプ場
- 向用倉農業公園